# ريكون
ريكون في الشينتو أو اليابانية البوذية هي مساوية إلى روح أو نفس في الثقافة الغربية. عندما يموت شخص ما بطريقة مؤلمة، عنيفة أو غير متوقعة هذا الريكون يبقى بين الأحياء في عالم الناس كـَشبح يجب عليه إكمال عملا غير منجز بين الأحياء. في معتقدات الشينتو يُـدعى الشبح باسم يوريه.